# Ubi feuda, ibi demania
Ubi feuda, ibi demania (in italiano dove ci sono beni feudali, là ci sono i demani) fu un principio giuridico introdotto nel diritto intermedio, ma diffusosi come concetto soprattutto nel XVIII secolo dopo la rivoluzione francese nel regno di Napoli  che più degli altri sentiva la necessità della riforma del diritto feudale.

## Storia
Nel corso dei secoli XVI, XVII e XVIII i giuristi del Regno di Napoli (come Marino Freccia, Giovanni Vincenzo D'Anna, Scipione Rovito) valorizzarono e tutelarono i diritti delle popolazioni sui feudi, attraverso la costruzione giurisprudenziale dell'uso civico, in modo da controbilanciare la preponderanza (e, spesso, la prepotenza) della classe baronale. 
L'origine feudale di un suolo, e il legame tra feudi e uso civico può essere tuttora utilizzato nella giurisprudenza dei Commissariati agli usi civici, delle Corti d'appello di Roma e Palermo e della Corte di Cassazione perché il diritto italiano vigente riconosce ancora, almeno parzialmente e in maniera regolamentata, l'istituto dell'uso civico.

## Descrizione
La proprietà feudale, anche se sentita come nobilitante a differenza di quella allodiale non era però una proprietà piena, perché coesisteva con antichi diritti delle popolazioni locali: i più diffusi erano  il pascolo e il legnatico, che coprivano le esigenze elementari della popolazione rurale, soprattutto delle classi più umili.